# Малверн (Алабама)
Малверн (англ. Malvern) — місто (англ. town) в США, в окрузі Женіва штату Алабама. Населення — 1536 осіб (2020).

## Географія
Малверн розташований за координатами 31°8′37″ пн. ш. 85°31′23″ зх. д. / 31.14361° пн. ш. 85.52306° зх. д. (31.143698, -85.522973).  За даними Бюро перепису населення США в 2010 році місто мало площу 36,33 км², з яких 36,31 км² — суходіл та 0,01 км² — водойми.

## Демографія
Згідно з переписом 2010 року, у місті мешкало 1448 осіб у 582 домогосподарствах у складі 428 родин. Густота населення становила 40 осіб/км².  Було 647 помешкань (18/км²).
Расовий склад населення:
| - 91,2 % — білих - 4,8 % — чорних або афроамериканців - 0,7 % — корінних американців - 0,1 % — азіатів - 1,7 % — осіб інших рас |

До двох чи більше рас належало 1,5 %. Частка іспаномовних становила 4,8 % від усіх жителів.
За віковим діапазоном населення розподілялося таким чином: 22,8 % — особи молодші 18 років, 62,8 % — особи у віці 18—64 років, 14,4 % — особи у віці 65 років та старші. Медіана віку мешканця становила 40,3 року. На 100 осіб жіночої статі у місті припадало 96,2 чоловіків;  на 100 жінок у віці від 18 років та старших — 91,8 чоловіків також старших 18 років.
Середній дохід на одне домашнє господарство  становив 59 672 долари США (медіана — 37 000), а середній дохід на одну сім'ю — 73 218 доларів (медіана — 47 604). Медіана доходів становила 37 935 доларів для чоловіків та 28 523 долари для жінок. За межею бідності перебувало 19,8 % осіб, у тому числі 33,1 % дітей у віці до 18 років та 8,6 % осіб у віці 65 років та старших.
Цивільне працевлаштоване населення становило 823 особи. Основні галузі зайнятості: освіта, охорона здоров'я та соціальна допомога — 14,6 %, роздрібна торгівля — 14,5 %, науковці, спеціалісти, менеджери — 12,3 %, мистецтво, розваги та відпочинок — 11,9 %.